# Държавна агенция „Архиви“
Държавна агенция „Архиви“ е държавна агенция в България, която поддържа основната част от държавните архиви в страната.

## История
Днешната агенция води началото си от основаното през 1951 година Архивно управление в Министерството на вътрешните работи. През следващите години то е подчинено на Министерството на просветата и културата (1961 – 1963), Комитета за изкуство и култура (1963 – 1971) и Министерството на информацията и съобщенията (1971 – 1976). От 1976 година е пряко подчинено на Министерския съвет, първоначално като Главно управление на архивите, а от 2007 година като Държавна агенция „Архиви“.
Първоначално Архивното управление включва 2 архива – Централен държавен архив и Централен държавен исторически архив с документи от преди 1944 година. През 1974 година е създаден и Централен държавен технически архив, а през 1992 година тези три архива са обединени под името Централен държавен архив. От 1983 г. Главно управление на архивите ръководи Българския изследователски институт в Австрия. През 1991 година на Държавна агенция „Архиви“ е подчинен Българският изследователски институт (дотогава в структурата на Министерството на външните работи), през 1992 година – регионалните държавни архиви (дотогава самостоятелни учреждения в 27-те областни града), а през 2000 година – Централният военен архив (от Министерството на отбраната).

## Структура
Агенцията включва следните подразделения:
- Главна дирекция „Архивна политика“ с 27 териториални дирекции в областните градове
  - Регионален държавен архив – Бургас (Държавни архиви: Бургас, Сливен, Стара Загора и Ямбол)
  - Регионален държавен архив – Варна (Държавни архиви: Варна, Добрич, Шумен и Търговище)
  - Регионален държавен архив – Велико Търново (Държавни архиви: Велико Търново, Габрово, Русе, Разград и Силистра)
  - Регионален държавен архив – Монтана (Държавни архиви: Видин, Враца, Монтана, Ловеч и Плевен)
  - Регионален държавен архив – Пловдив (Държавни архиви: Пловдив, Пазарджик, Смолян, Кърджали и Хасково)
  - Регионален държавен архив – София (Държавни архиви: София, Перник, Благоевград и Кюстендил)
- Дирекция „Централен държавен архив“
- Дирекция „Държавен военноисторически архив“ (Велико Търново)
- Дирекция „Дигитализация, реставрация, консервация и микрофилмиране"
- Дирекция „Публичност на архивите“
- Дирекция „Административно-правно и финансово-стопанско обслужване“

Централната администрация на агенцията се намира в София, на улица „Московска“ № 5.

## Ръководители
- Михаил Алексиев (1952 – 1972)
- Панайот Панайотов (1972 – 1976)
- Младен Костов (1976 – 1981)
- Дойно Дойнов (1981 – 1991)
- Кръстю Гергинов (1991 – 1992, 1993)
- Веселин Методиев (1992 – 1993)
- Стефан Дойнов[3] (1993 – 1997)
- Панто Колев (1997 – 2002)
- Атанас Атанасов (2002 – 2005)
- Боряна Бужашка (2005 – 2009)
- Георги Бакалов (2009 – 2011)
- Мартин Иванов (2011 – 2013)
- Иван Комитски (2013 – 2015)[4]
- Михаил Груев (от 2015 г.)[5]

## Архивни справочници
- Том 1. Пътеводител по фондовете на БКП, съхранявани в Централния държавен архив.
- Том 2. Пътеводител на Държавен архив – Смолян (1615 – 1944).
- Том 3. Инвентарни описи. Фонд 70 К. Градско общинско управление – Бургас (1878 – 1944). Фонд 436К. Бургаско архиерейско наместничество (1879 – 1957).
- Том 4. Пътеводител на Държавен архив.